# Bob Livingston
Robert Cambridge Livingston, detto Bob (Lawrence, 3 novembre 1908 – New Canaan, 2 aprile 1974), è stato un hockeista su ghiaccio statunitense.

## Palmarès

### Olimpiadi invernali
- Argento a Lake Placid 1932 nell'hockey su ghiaccio.